# Tractat de prohibició parcial de proves nuclears

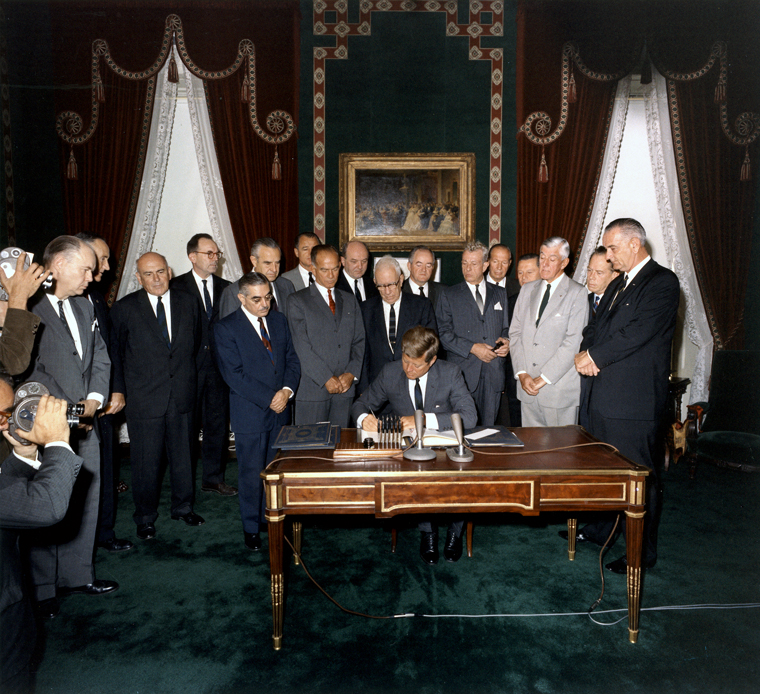
El president John F. Kennedy ratifica el tractat el 7 d'octubre de 1963 a Washington D.C.

El Tractat de prohibició parcial de proves nuclears, signat el 5 d'agost de 1963 a Moscou, poc de temps després de la crisi de Cuba (principi de la distensió), és un conjunt de regles sobre la prohibició d'assajos d'armes nuclears a l'atmosfera i sota l'aigua. Els assajos subterranis no estan compresos en aquesta prohibició, amb la condició que no aboquin deixalles radioactives fora dels límits territorials de l'estat que procedeix als assajos.
Els Estats Units, l'URSS i el Regne Unit el varen ratificar immediatament. França i la Xina no s'hi afegiren, en primer terme. L'Índia també el va signar. Va ser completat amb el Tractat de No Proliferació Nuclear.